# Li Šu-lej
Li Šu-lej (čínsky pchin-jinem Lǐ Shūlěi, znaky zjednodušené 李书磊; * leden 1964) je čínský komunistický politik, člen politbyra, tajemník sekretariátu, vedoucí oddělení propagandy ústředního výboru Komunistické strany Číny a místopředseda ústřední komise pro řízení výstavby duchovní civilizace (vše od 2022). Předtím byl prvním zástupcem vedoucího oddělení propagandy ÚV KS Číny (2022), náměstkem ředitele ústřední stranické školy (pro běžné řízení, 2020–2022), zástupcem tajemníka ústřední komise pro kontrolu disciplíny KS Číny (2017–2020), tajemníkem pekingské komise pro kontrolu disciplíny KS Číny (2016–2017) a vedoucím oddělení propagandy fuťienského provinčního výboru KS Číny (2014–2016). Před rokem 2014 více než dvě desetiletí vyučoval na ústřední stranické škole KS Číny.

## Život
Li Šu-lej se narodil v lednu 1964 v okresu Jüan-jang ležícím na severu provincie Che-nan. V dětství projevil mimořádné nadání a v roce 1978, v pouhých 14 letech, byl přijat na Pekingskou univerzitu ke studiu knihovnictví. V 21 letech získal magisterský titul a ve 24 letech doktorát z moderní čínské literatury. Od roku 1989 vyučoval ve Stranické škole ústředního výboru Komunistické strany Číny, kde postoupil z řadového lektora na profesora, vedl postupně oddělení čínské literatury, socialistické kultury, později sekce literární historie, školení a záležitostí vzdělávání. Během svého působení na škole publikoval devět knih a stovky článků na témata z historie, literatury klasické i moderní, poezie, literární kritiky, psychologie, politiky a mezinárodních vztahů. Jeho hlavními zájmy byly znovupromýšlení konfuciánství tak, aby odpovídalo na výzvy moderní doby, kulturní rozvoj a měkká síla.
Působení na ústřední stranické škole přerušil v letech 1991–1993, kdy byl přeložen do province Che-pej na místo zástupce tajemníka okresního výboru KS Číny v Čching-lungu; roku 1999, kdy absolvoval stáž na Harvard Kennedy School a v letech 2004–2006, kdy vykonával funkci zástupce tajemníka městského výboru KS Číny v Si-anu. Dva roky návratu na ústřední stranickou školu, koncem roku 2008, byl povýšen do funkce náměstka ředitele školy (ředitelem byl v letech 2007–2013 Si Ťin-pching). Od doby Si Ťin-pchingova působení na ústřední stranické škole je Li Šu-lej řazen mezi jeho nejbližší spolupracovníky. Na závěr XVIII. sjezdu KS Číny v listopadu 2012 byl zvolen členem ústřední komise pro kontrolu disciplíny KS Číny (znovuzvolen 2017).
V lednu 2014 přešel do Fu-ťienu na pozici vedoucího oddělení propagandy provinčního výboru KS Číny. V lednu 2016 se vrátil do Pekingu a zaujal funkci tajemníka pekingské komise pro kontrolu disciplíny KS Číny, už v lednu 2017 byl přeložen na místo zástupce tajemníka ústřední komise pro kontrolu disciplíny KS Číny. V prosinci 2020 byl jmenován náměstkem ředitele ústřední stranické školy (první náměstek, pro běžné řízení). V dubnu 2022 byl přeložen na pozici prvního zástupce vedoucího oddělení propagandy ÚV KS Číny.
Na XI. sjezdu KS Číny v říjnu 2022 byl zvolen členem ústředního výboru, načež ho ústřední výbor zvolil členem politbyra a tajemníkem sekretariátu a vzápětí byl jmenován vedoucím oddělení propagandy ÚV KS Číny, kde vystřídal Chuang Kchun-minga, současně se stal místopředsedou ústřední komise pro řízení výstavby duchovní civilizace.